# Podwantka
Podwantka – lina olinowania stałego na żaglowcu z masztem dzielonym (wieloczęściowym), odciągająca w dół platformę (np. mars, saling) znajdującą się na łączeniu części takiego masztu. Działa przeciwnie do want, które biegną z danej platformy w górę. Podwantki są krótkimi linami, odchylającymi się od masztu dość znacznie, bo pod kątem ok. 30°.
Platformy na niektórych żaglowcach nie mają otworu wejściowego, i wtedy wchodzi się na nie od zewnątrz, właśnie po podwantkach. Wtedy na podwantkach mocowane są drablinki tworzące drabinkę sznurową. Chodzenie po podwantkach jest dość trudne, gdyż znajdująca się na nich osoba niemal zwisa plecami do dołu.
Na współczesnych żaglowcach podwantki zastąpione są prętami stalowymi.